# L. Athira Krishna
L. Aathira Krishna, es una cantante, compositora y violinista india, conocida como la nueva reina del violín clásico y la Princesa AATHIRA, ella ha sido reconocida dentro y fuera de su país, siendo una de las intérpretes más aclamadas por sus seguidores. Proviene de una familia de músicos reconocidos en Kerala, ella tiene un linaje musical envidiable, ya que ella es nieta del ilustre Vidwan Shri.GopalaPillai, un fabuloso músico de antaño, que pertenecía a una reconocida familia musical y tradicional llamada "Carnatic Music.Aathira". Ha recibido muchos reconocimientos, siendo una de las intérpretes codiciadas, entre ellos el prestigioso premio récord mundial de los Guinness. Por su única 32 horas de giras concierto, interpretando el violín. Ella es una de las Embajadoras Culturales de la India, que en dirigir y promover la música tradicional de India, como la música clásica de los rincones y esquinas del mundo, a través de sus conciertos como solista y violín.